# Batalla del Llac Peipus
La batalla del Peipus (coneguda a Rússia com la «Batalla del Gel») va tenir lloc el 5 d'abril de 1242 al Peipus, entre l'Orde Teutònic i els habitants de la República de Nóvgorod liderats per Alexandre Nevski. Va ser la major derrota soferta per l'orde Teutònic en les anomenades croades bàltiques i va impedir l'expansió de l'orde cap a l'est.

## Història
A Rússia ja no quedava res de la grandesa de Kíev, les guerres intestines havien assolat el país i els invasors mongols havien donat el cop de gràcia en esclafar l'exèrcit rus al 1223, abans d'arrasar Kíev el 1240.
Quedaven, però, una sèrie d'estats russos que a poc a poc havien adquirit una certa autonomia. Un d'ells havia de destacar entre els altres: el Principat de Nóvgorod-Seversk, al nord-oest del territori dels russos, en el veïnatge de dues perilloses potències, Suècia i l'estat de l'orde Teutònic. En tant que els exèrcits mongols en el seu avanç encara no havien arribat fins allà, aquest principat no estava en tan mala situació com els del sud.
El príncep de Novgorod, Alexandre Nevski, havia nascut el 1219, de manera que comptava només amb 23 anys. No obstant això, el seu paper seria decisiu. El 1240, mentre al sud queia Kíev, Alexandre Nevski va conduir l'exèrcit de Novgorod a la victòria contra els suecs que avançaven al llarg del Neva (d'on va prendre el nom de Nevski). Segons les cròniques, va ferir amb les seves pròpies mans el capitost dels suecs, Birger Jarl, que amb prou feines va aconseguir escapar. Un cop aconseguida la victòria, Alexandre va haver de sortir a l'encontre dels Germans Livonians de l'Espasa, que des de 1239 s'endinsaven en el seu territori i s'havien apoderat de la ciutat de Pskov el 1241. Un cop reconquerida aquesta ciutat, es podia lliurar la batalla decisiva.

## Batalla
El combat es va dur a terme el 5 d'abril de 1242 sobre el gel del llac Peipus (o dels Chudiés), en un territori que és actualment Estònia. Els cavallers livonians s'havien instal·lat al llac. Portant armes pesants i vestits amb dures cotes de malles, comptaven amb l'ajut dels seus aliats finlandesos, que portaven un equip més lleuger. Com un gegantí ariet, van decidir carregar en formació compacta per tractar d'enfonsar les línies russes, més fràgils. Aquestes van aguantar, cosa que va permetre n'Alexandre Nevski fer un vast moviment envoltant amb part de les seves tropes per caure sobre el flanc de les tropes alemanyes, molt més lentes. Els cavallers teutònics aviat van fugir.
La seva derrota es va transformar en catàstrofe. Sota l'efecte del pànic, els cavallers es van lliurar a una sèrie de moviments desordenats, fins que la superfície del llac es va trencar i enfonsar sota els peus dels que fugien. Era principis d'abril i la capa de gel, més prima, era molt més fràgil que en ple hivern. En passar per alt aquest fet i oblidar el pes del seu equip, els cavallers germànics van patir una autèntica hecatombe.
Encara avui, la història russa magnifica aquesta victòria d'Alexandre com una data clau, aquella en què uns quants soldats russos van rebutjar la invasió germànica. En realitat no va ser més que un episodi de la lluita secular entre l'estat de Nóvgorod i els seus veïns occidentals, que es perllongaria fins al segle xv.

## Després de la batalla
Alexandre Nevski, encimbellat pel prestigi de la victòria, va demostrar ser, així mateix, un polític realista i va decidir posar el seu principat sota la tutela dels mongols, conscient que mai podria rivalitzar amb l'exèrcit que havia sotmès la major part del món conegut. Es va convertir llavors en el favorit del kan, que el va fer gran príncep dels russos des 1252 fins a la seva mort, el 1263. No hi ha dubte que la seva actitud li va permetre salvar Novgorod i una part de les regions de Rússia que havien escapat a les destruccions. Per les seves victòries, però també per haver sabut mostrar-se realista, l'Església ortodoxa va convertir en sant aquell personatge de llegenda.

## Llegenda
Rússia ha fet d'aquest enfrontament un combat de llegenda, la Batalla dels gels, celebrada pel cant i la literatura, i en darrer lloc per la música de Prokófiev que acompanyava l'excel·lent obra Alexandr Nevski (1938), de Serguei Eisenstein, una de les més grans pel·lícules de la història del cinema soviètic.